# Louis François de Rossius de Liboy
Louis François de Rossius de Liboy, né le 28 octobre 1662 et décédé le 25 novembre 1728, est un prélat, évêque auxiliaire de Liège et titulaire de Mundinitza.

## Biographie
Louis François de Rossius de Liboy est le fils de Louis de Rossius, trésorier général, conseiller de la Chambre des comptes et bourgmestre de Liège, et de Marie Ernestine de Steel.
Ordonné prêtre en 1687, il est évêque auxiliaire de Liège et titulaire de Mundinitza (de) de 1696 à 1728.